# Rupert Wyatt
Pour les articles homonymes, voir Wyatt.
Rupert Wyatt, né le 26 octobre 1972 à Exeter (Devon), est un producteur de cinéma, scénariste et réalisateur britannique.

## Biographie
Rupert Wyatt grandit près de Winchester (Hampshire). Il est éduqué à la Dragon School et au Winchester College.

### Carrière
Rupert Wyatt est le fondateur de la maison de production Picture Farm en Angleterre qui produit de nombreux courts métrages et documentaires.
Son deuxième film Ultime Évasion (The Escapist) fait la première du Festival de Sundance en janvier 2008 et en tant que réalisateur, il est nommé deux fois pour le Hitchcock d'Or et le Hitchcock d'Argent du public au Festival du film britannique de Dinard en 2008, ce qui permet au film de sortir aux États-Unis en avril 2009. Rupert Wyatt est alors repéré par l'un des plus gros studios hollywoodiens : la 20th Century Fox.
Ils lui confient la réalisation du reboot La Planète des singes : Les Origines. En dépit des soucis de production, la superproduction sort en 2011 et rencontre un succès critique et commercial mondial. Une suite est mise en chantier, mais faute d'accord avec le studio concernant la direction à prendre, il quitte le projet.
En 2014, il réalise un autre remake : The Gambler est adapté du film Le Flambeur, réalisé par Karel Reisz, et sorti en 1974. Porté par un scénario du récompensé William Monahan, le projet passe d'abord entre les mains de Martin Scorsese, avec Leonardo DiCaprio dans le rôle principal. Mais quand Wyatt récupère le projet, c'est l'acteur Mark Wahlberg qui le remplace. Le film reçoit des critiques mitigées et déçoit commercialement.
En juin 2015, il retrouve la 20th Century Fox pour une superproduction très convoitée : le film de superhéros Gambit, avec Channing Tatum dans le rôle-titre. Mais cinq mois plus tard, il finit par quitter le projet, en raison de désaccords créatifs avec le studio.
Il se tourne vers la télévision, et s'investit dans la production de la série télévisée L'Exorciste, remake du film homonyme de 1973. Il met en scène l'épisode pilote et supervise les dix épisodes de la première saison, diffusée en 2016. Il s'attelle dès l'année suivante à la production d'un long-métrage, Captive State, qui marque son retour à la science-fiction, avec John Goodman en tête d'affiche.
Il tourne ensuite Desert Warrior, une production saoudienne à gros budget.

## Filmographie
Sauf indication contraire, les informations mentionnées dans cette section peuvent être confirmées par la base de données cinématographiques IMDb,  présente dans la section « Liens externes ».

### Réalisateur
- 2001 : Subterrain
- 2008 : Ultime Évasion (The Escapist)
- 2011 : La Planète des singes : Les Origines (Rise of the Planet of the Apes)
- 2014 : Turn (Turn: Washington's Spies) (série TV) - épisode pilote
- 2014 : The Gambler
- 2016 : L'Exorciste (The Exorcist) (série TV) - 1 épisode
- 2019 : Captive State
- 2021 : The Mosquito Coast (série TV) - 2 épisodes
- prochainement : Desert Warrior

### Scénariste
- 2001 : Subterrain de lui-même
- 2008 : Ultime Évasion (The Escapist) de lui-même
- 2019 : Captive State de lui-même
- 2025 : La Ferme des animaux (Animal Farm) d'Andy Serkis

### Producteur / producteur délégué
- 2014 : Fishing Without Nets de Cutter Hodierne
- 2016 : L'Exorciste (The Exorcist) (série TV) - 10 épisodes
- 2019 : Captive State de lui-même
- 2021 : The Mosquito Coast (série TV) - 5 épisodes